# Baudenbach
Baudenbach er en købstad (markt) i den mittelfrankiske Landkreis Neustadt an der Aisch-Bad Windsheim i den tyske delstat Bayern. Den er en del af Verwaltungsgemeinschaft Diespeck.

## Geografi
Byen ligger ved de sydlige udløbere af naturparken Steigerwald. Nabokommuner er (med uret, fra nord): Markt Taschendorf, Münchsteinach, Diespeck, Neustadt an der Aisch, Langenfeld, Sugenheim og Scheinfeld.

### Inddeling
I kommunen er der ud over Baudenbach 4 landsbyer:
- Hambühl
- Roßbach
- Mönchsberg
- Frankenfeld